# Różanecznik katawbijski
Różanecznik katawbijski, syn. różanecznik fioletowy (Rhododendron catawbiense Michx.) – gatunek roślin z rodziny wrzosowatych (Ericaceae). Pochodzi z Ameryki Północnej, gdzie rośnie w podszyciu lasów. Do Europy został sprowadzony na początku XIX wieku. W Polsce nie występuje na stanowiskach naturalnych. Obok różanecznika żółtego, różanecznika jakuszimańskiego i azalii japońskiej jest podstawowym gatunkiem ozdobnych różaneczników.

## Morfologia

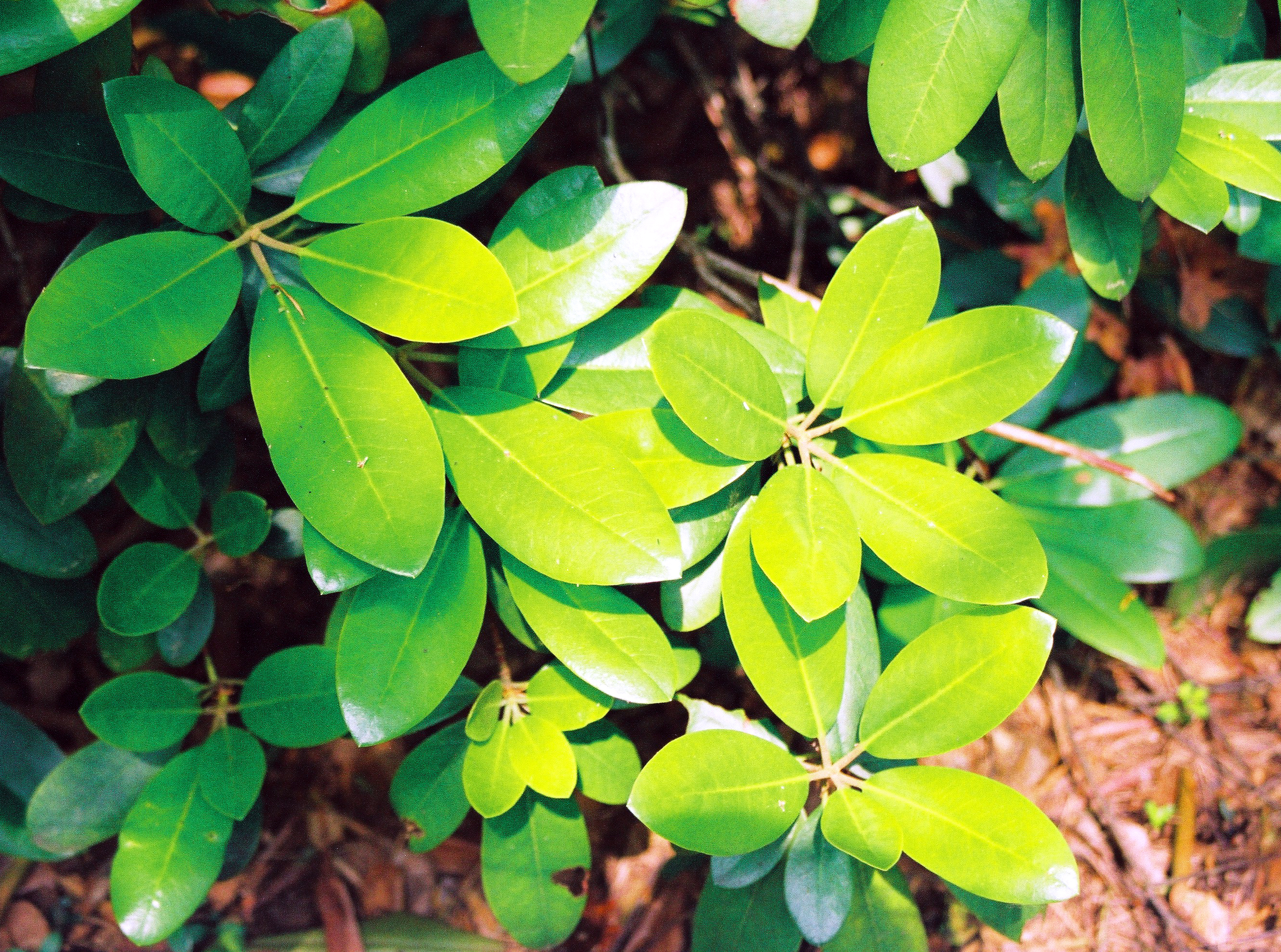
Liście różanecznika fioletowego

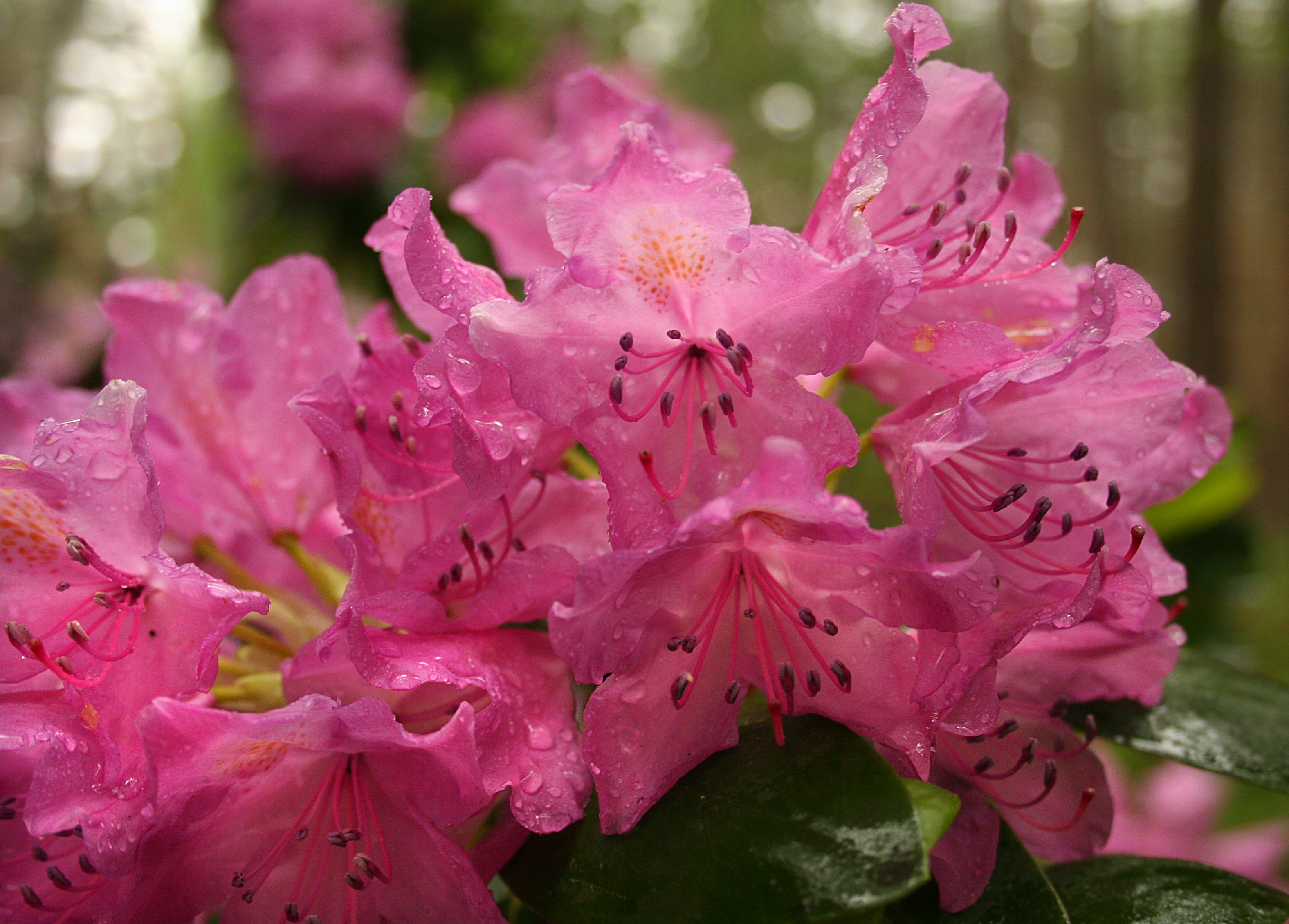
Kwiaty różanecznika katawbijskiego

PokrójKrzew o zwartym pokroju. W swojej ojczyźnie osiąga wysokość do 6 m, hodowane odmiany nie przekraczają 3 m wysokości. Rośnie powoli. Stare krzewy osiągają szerokość większą od wysokości.
LiścieZimozielone, bardzo ozdobne, wyrastające skrętolegle i gęsto na pędzie. Blaszki liściowe duże, błyszczące, skórzaste, eliptyczne. Mają na górnej stronie intensywnie zielony kolor przez cały rok. Spód blaszki liściowej jest jasnozielony z wyraźnie widocznym unerwieniem.
KwiatyKwitnie niezwykle obficie. Kwiaty o średnicy do 6 cm wyrastają w kwiatostanach po 5–20 sztuk na wierzchołkach pędów. Mają kształt szerokodzwonkowaty i kolor lilioworóżowy, purpurowy lub fioletowy. Kwitnie od maja do czerwca. Zapylane są przez owady.

## Uprawa
WymaganiaŻyzna, próchniczna i stale wilgotna gleba o kwaśnym odczynie. Jest bardzo odporny na mróz, znosi bez szwanku najcięższe u nas mrozy, pod warunkiem, że na jesieni został dobrze nawodniony. To, co popularnie uważa się za wymarzanie, w rzeczywistości jest wysychaniem spowodowanym zamarznięciem gleby, uniemożliwiającym pobieranie wody. Źle toleruje silne wiatry (powodujące zwiększoną transpirację), dlatego powinien rosnąć na zasłoniętym stanowisku. Najlepiej rośnie na półcienistych stanowiskach, ale dobrze znosi też silne nasłonecznienie. Doskonale prezentuje się na tle iglaków.
- Sposób uprawy: sadzi się je tylko wraz z bryłą korzeniową. Odpowiednie podłoże (pH 4– 5) można otrzymać poprzez dodanie do dobrej ziemi ogrodniczej kwaśnego torfu, zmielonej kory lub przegnitego igliwia. W ogóle różaneczniki wymagają przez cały rok wilgotnego podłoża, źle tolerują suszę. W utrzymaniu wilgoci pomaga ściółkowanie podłoża wokół nich. W razie potrzeby trzeba je podlewać. Łatwo można przesadzać nawet duże różaneczniki (oczywiście wraz z bryłą korzeniową), gdyż mają zwartą, niedużą bryłę korzeniową. Należy systematycznie nawozić od maja do sierpnia, ale niedużymi dawkami nawozów, gdyż są wrażliwe na zasolenie gleby, lub stosować nawozy o przedłużonym działaniu. Koniecznie należy stosować nawozy kwaśne (np. siarczan amonu), a najlepiej specjalne mieszanki nawozów do rododendronów. Nie należy wapnować. Aby rośliny obficie kwitnęły na następny rok, należy po przekwitnięciu ściąć całe kwiatostany, gdyż stają się nieładne, a ponadto wyczerpują nadmiernie roślinę. Ani azalie, ani rododendrony nie wymagają żadnego cięcia. Należy tylko usuwać uschnięte liście i obumarte pędy.

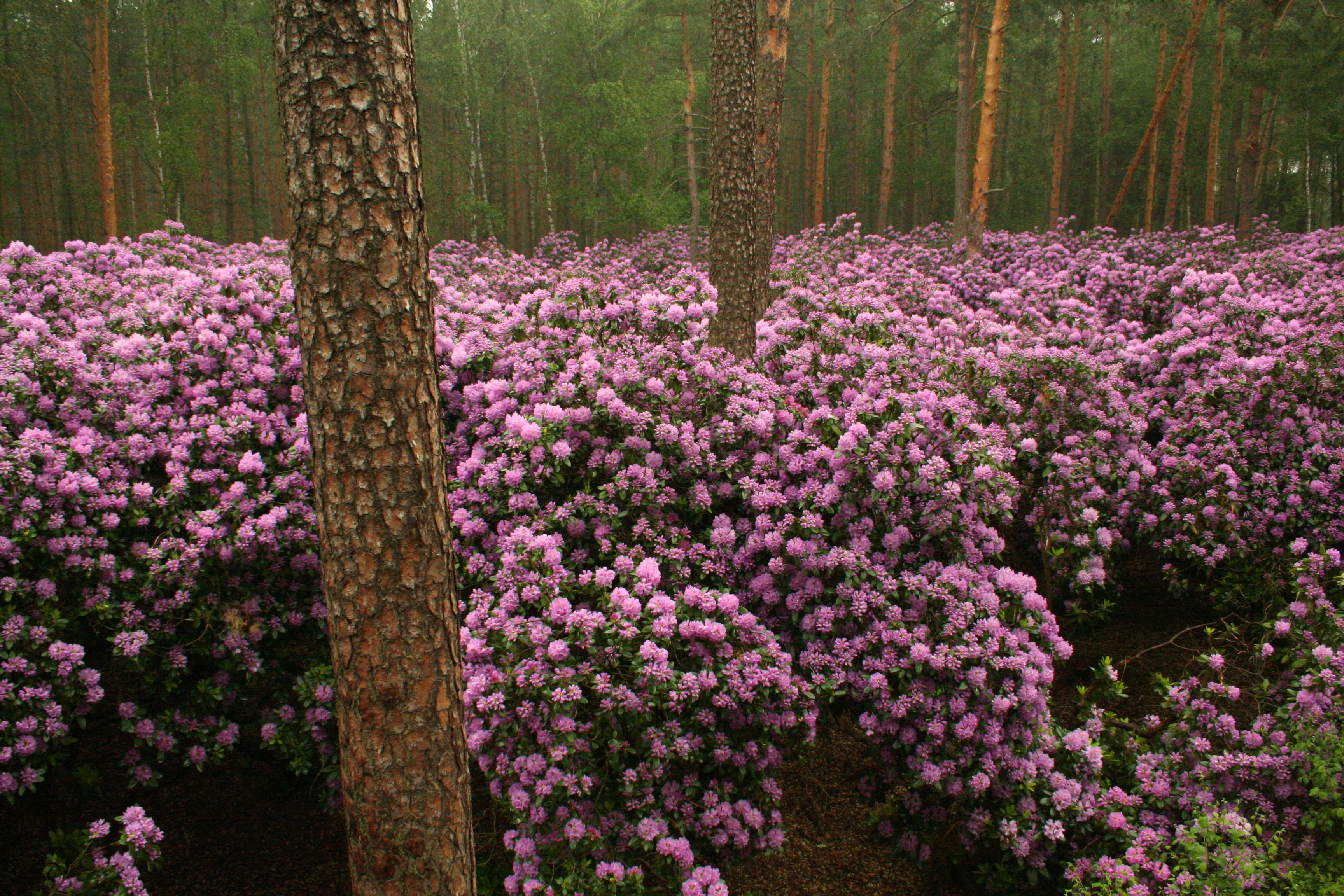
Zbiorowisko różanecznika katawbijskiego pośród sosen pospolitych w Nadleśnictwie Herby

## Odmiany
|                                          |
| Różanecznik wielkokwiatowy „Nova Zembla” |

Ogromna liczba hodowanych odmian różanecznika katawbijskiego pochodzi albo od gatunku botanicznego, albo są to mieszańce, głównie z takimi gatunkami, jak: różanecznik kaukaski, r. Smirnowa, Rhododendron wardii. Niektóre z nich to:
- ‘Album Elegans’ – bladoliliowe kwiaty, potem bielejące. Krzew o cienkich pędach i luźnym pokroju
- ‘America’ – kwiaty rubinowoczerwone. Szybkorosnąca odmiana – wys. 400 cm.
- ‘Calsap’ – białe kwiaty z liliowym odcieniem, w środku duża rubinowa plamka. Wys. 130 cm
- ‘Catawbiense Grandiflorum’; – jeden z najszybciej rosnących różaneczników (osiąga 3 m wysokości). Kwiaty koloru lila z pomarańczowo czerwonym rysunkiem.
- ‘Cunningham’s White’ – niski krzew (do 100 cm wysokości), szeroko rozpostarty. Pąki kwiatowe różowe, kwiaty w luźnych kwiatostanach, niemal białe.
- ‘Boursault’ – Ciemnoróżowe kwiaty,. Wzrost silny, osiągają wys. 200 cm.
- ‘Duke of York’ – karminoworóżowe kwiaty z brązowymi plamkami, lekko pachnące. Wys. 250 cm.
- ‘Daniela’ – kwiaty łososioworóżowe, białe w środku. Krzew gęstyNova Zembla’ – kwiaty rubinowooczerwone z ciemniejszą plamką na górnym płatku, wys. 250 cm
- ‘Nova Zembla’ – osiąga 150 cm wzrostu. Rubinowoczerwone kwiaty mają na górnym płatku ciemnoczerwoną plamę. Intensywnie wybarwione kwiaty, kwitnie bardzo obficie.
- ‘Old Port’ – osiąga 170 cm wzrostu. Intensywnie wybarwione purpurowofioletowe kwiaty z białymi pręcikami. stara i popularna odmiana.
- ‘Rasputin’ – wyprostowany krzew o silnym wzroście. Osiąga 100 cm wysokości. Jasnofioletowe kwiaty z ciemnofioletową plamą w gardzieli.

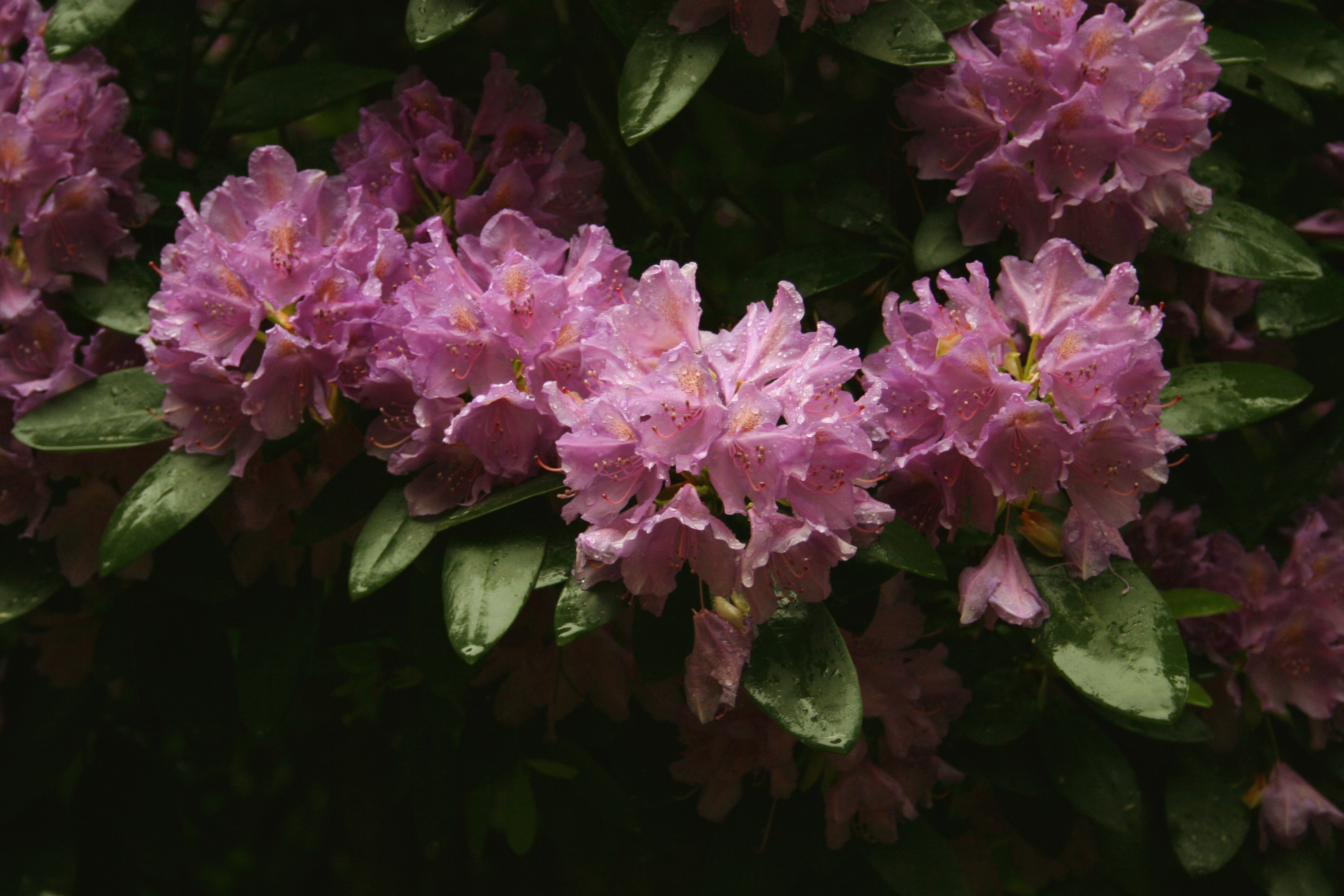

## Choroby i szkodniki
- Plamistość liści różanecznika. Na liściach powstają duże, nieregularne brązowe plamy. Chorobę zwalcza się opryskiwaniem fungicydami.
- Fytoftoroza różanecznika – choroba spowodowana przez lęgniowce rozprzestrzeniające się w glebie glebę i atakujące korzenie. Liście brązowieją i łódeczkowato zwijają się. Choroba rozprzestrzenia się na całą roślinę doprowadzając do jej obumarcia. Jest nieuleczalna. Porażoną roślinę należy wykopać i spalić.
- Zaraza wierzchołków pędów różanecznika spowodowana przez grzyba Phytophthora ramorum. Najpierw zaczynają brunatnieć wierzchołki pędów, potem choroba rozszerza się w dół. Powoduje opadanie liści i obumieranie rośliny. Zwalczanie polega na wycinaniu porażonych liści i pędów, a następnie opryskiwaniu całej rośliny odpowiednimi preparatami grzybobójczymi.
- Zgorzel kwiatów różanecznika wywołana przez grzyba Ovulinia azaleae. Na kwiatach pojawiają się przezroczyste i kleiste plamy, a w ich obrębie czarne punkciki (sklerocja). W przypadku pojawienia się tej choroby należy w następnym roku wiosną różaneczniki profilaktycznie opryskiwać fungicydami
- Mączniak prawdziwy azalii – na liściu powstaje biały nalot spowodowany przez grzyby. Jedną z cech charakterystycznych jest również nierozwijanie się, bądź zniekształcenie kwiatostanów. Zwalczanie polega na opryskaniu rośliny odpowiednimi fungicydami
- Zamieranie pąków różanecznika. Pąki brązowieją i zamierają. Choroba nie przenosi się na liście. Porażone pąki należy usuwać, a sekator i ranę dezynfekować
- Kibitnik azaliaczek (Catotilia azaleella) – szkodnik wygryzający liście z dolnej strony, lub powodujący ich minowanie. Zwalcza się go łatwo środkami owadobójczymi.
- Mączlik różanecznikowy – liście są lepkie i żółkną. Przyczyną jest owad, którego larwy żerując na dolnej powierzchni liścia wydzielają lepką spadź. Zwalcza się je poprzez dwukrotne opryskiwanie preparatem Talstar z dodatkiem preparatu Provado lub Applaud.+ choroba